# 寶珠院 (名古屋市)
寶珠院（ほうじゅいん）とは愛知県名古屋市中川区中郷にある真言宗智山派の寺院。なごや七福神の大黒天をまつる。

## 境内
- 本堂 -薬師如来をまつる
- 弘法さん
- 庭園 -石庭。

## 歴史
奈良時代から続く、古刹であり、正式な名称は如意山寶珠院常楽寺である。
- 729年（天平元年） - 創建。

## 交通アクセス
- 名古屋市営地下鉄東山線 高畑駅より徒歩で約6分。